# Mścichy (powiat grajewski)
Mścichy – wieś w Polsce położona w województwie podlaskim, w powiecie grajewskim, w gminie Radziłów.
W latach 1954–1959 wieś należała i była siedzibą władz gromady Mścichy, po jej zniesieniu w gromadzie Radziłów. W latach 1975–1998 miejscowość należała administracyjnie do województwa łomżyńskiego.
Wierni kościoła rzymskokatolickiego należą do parafii św. Anny w Radziłowie.

## Historia
Wieś z pierwszej połowy XV wieku. W 1439 roku książę mazowiecki Władysław sprzedał Mścisławowi z Gąsiorowa herbu Bujno 10 włók ziemi nad rzeczką Jegłówką. Potomkowie Mścisława przyjęli początkowo nazwisko Mścich, a później Mścichowski. Miejscowość nazwana Mścichy Jegłówka, w odróżnieniu od Mścichów Brzozowo obecnie Brzozowo.
W XVI wieku wieś nazywała się Mścichy Wierzch Jedlówka.
Do 1870 istniała gmina Mścichy.
W 1784 roku wieś była zaściankiem szlacheckim, zamieszkanym przez następujące rodziny:

- Białosukniowie h. Pielesz
- Górscy
- Jaczyńscy
- Karwowscy
- Mścichowscy
- Niedźwiedzcy
- Pisańscy
- Romotowscy